# Bossolo

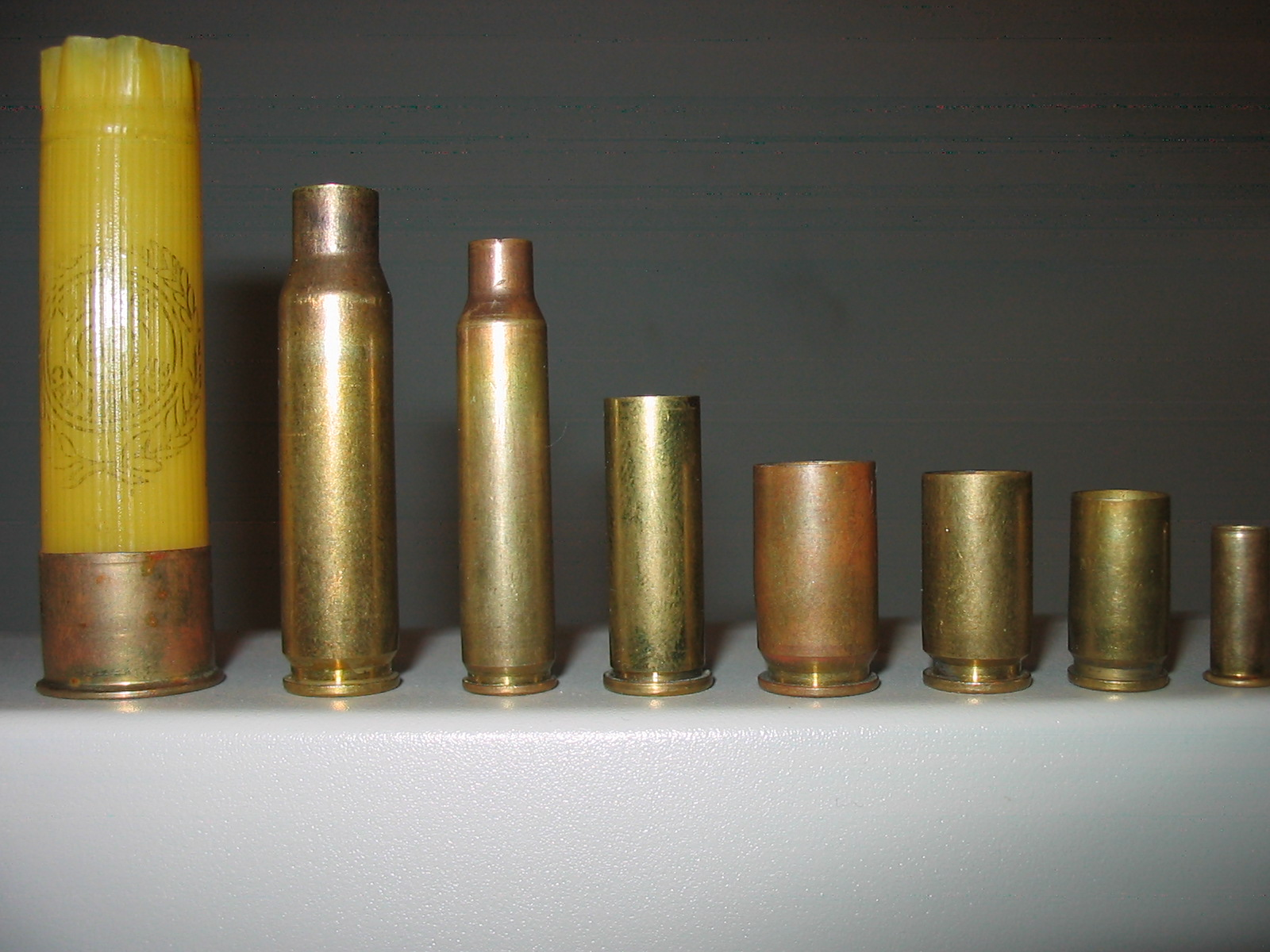
Vari tipi di bossolo. Da sinistra a destra: cartuccia calibro 12, 7,62 × 51 mm NATO, 5,56 × 45 mm NATO, .38 Special, .45 ACP, .40 S&W, 9 mm Parabellum, .22 Long Rifle.

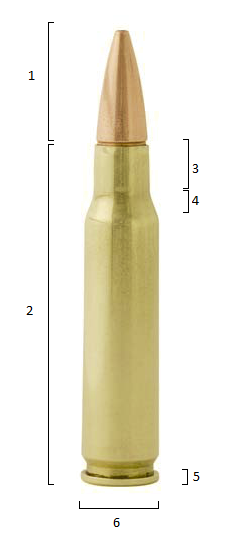
Una cartuccia 7,62 × 51 mm NATO con le parti:
1) Pallottola
2) Bossolo
3) Colletto
4) Spalla
5) Collarino
6) Fondello o base

Il bossolo è una delle parti fondamentali della cartuccia, destinata a contenere principalmente la carica di lancio (polvere da sparo), il proiettile e l'innesco.

## Storia
Esso è così denominato perché un tempo, intorno al 1700-1800, i cacciatori americani, che allora usavano armi ad avancarica erano soliti preparare il caricamento dell'arma, polvere da sparo e palla, in un involucro di carta e, per evitare che l'umidità rovinasse la polvere, conservavano le varie cariche in piccoli contenitori fatti con legno di bosso la cui estremità veniva chiusa con della cera.
Ad oggi nei bossoli delle munizioni utilizzate nelle armi da fuoco contemporanee, non si usa più polvere nera ma polvere infume, un composto esplosivo a base di nitrocellulosa.

## Tecnica
Può essere di metallo (in genere di ottone) per le cartucce destinate ad armi a canna rigata, con tubetto di cartone o plastica per quelle a pallini/pallettoni destinate ad armi a canna liscia (fucili).

All'impatto del percussore, quindi, la detonazione innesca la carica di lancio che genera gas in quantità tale da permettere il distacco del proiettile ed il conseguente lancio. Da non dimenticare inoltre che l'espansione del bossolo nella camera di cartuccia permette all'arma la tenuta stagna dei gas di sparo, grazie anche in alcune armi all'appoggio all'otturatore.
Nelle armi a canna rigata il bossolo è generalmente in ottone, mentre in quelle a canna liscia esso è generalmente cilindrico ed è di ottone (o più comunemente in acciaio ottonato o nichelato galvanicamente) solo nella parte del fondello, mentre il corpo è in plastica. Altri materiali sono comunque stati sperimentati. Il bossolo metallico può essere di vari tipi ed avere varie caratteristiche::
- Colletto: la parte del bossolo nel quale viene alloggiato il proiettile e che lo tiene bloccato fino al momento dello sparo;
- Corpo: la porzione centrale costituita dalle pareti del bossolo; le pareti sono più spesse verso la base, per meglio sopportare la pressione dei gas, e più sottili verso il colletto; nelle munizioni da arma corta si presenta solitamente in forma cilindrica (in realtà quasi sempre è presente una rastremazione non apprezzabile visivamente), mentre in quelle per arma lunga a canna rigata, di dimensioni in genere maggiori, presenta una forma troncoconica, eventualmente con spalla. Di conseguenza i bossoli possono essere divisi, in base al corpo, in tre gruppi fondamentali:
  - Cilindrici;
  - Conici quando la differenza di diametro tra fondello e colletto è apprezzabile;
  - A collo di bottiglia quando presentano una spalla;
- Spalla: presente soprattutto nelle munizioni per fucile, è un restringimento troncoconico del corpo in vicinanza del colletto; esso permette di raccordare un bossolo voluminoso (quindi con una carica maggiore) con un colletto ed un proiettile più piccoli;
- Fondello: la chiusura inferiore del bossolo; sul fondello dei bossoli a percussione centrale è collocata una capsula a percussione, ovvero una carica detonante, i cui due tipi più conosciuti sono il Boxer e il Berdan; la sede di innesco è in comunicazione con la carica di lancio attraverso il foro di vampa;
- Collarino: rim in inglese, è un orlo o risalto del fondello che funge da appiglio per l'estrattore.

A seconda della forma del collarino si possono individuare cinque tipi di bossolo:
- Rimmed (o in italiano flangiato): nel quale il diametro del fondello è maggiore di quello del corpo e non presenta la scanalatura per l'estrattore (che fa presa direttamente sul fondello sporgente). Esempi: .38 Special, .44 Magnum.
- Semi-rimmed (o semiflangiato: come nel precedente il diametro del fondello è maggiore di quello del corpo (anche se di solito la differenza è meno accentuata) ma presenta la scanalatura per l'estrattore. Esempi: .32 ACP
- Rimless: il collarino ha lo stesso diametro del corpo ed è presente la scanalatura per l'estrattore. Esempi: 9 × 21 mm IMI, .308 Winchester.
- Rebated rimmless (o ribassato): il collarino ha diametro inferiore al corpo, al quale si riconnette con il bordo superiore troncoconico della scanalatura; questa soluzione permette di usare sempre lo stesso otturatore e la stessa meccanica, nata per una cartuccia di calibro inferiore (e quindi con fondello di diametro minore), con canne intercambiabili di calibro maggiore. Esempi: .41 Action Express (che quindi può essere usato su una pistola 9 × 21 mm con la sola sostituzione di canna).
- Belted (o cinturato): presenta nella parte del corpo sopra la scanalatura una fascia rinforzata; è impiegata sulle munizioni tipo Magnum.